# Уэлком (город, Миннесота)
Уэлком (англ. Welcome) — город в округе Мартин, штат Миннесота, США. На площади 2,4 км² (2,4 км² — суша, водоёмов нет), согласно переписи 2002 года, проживают 721 человек. Плотность населения составляет 305,9 чел./км².
- Телефонный код города — 507
- Почтовый индекс — 56181
- FIPS-код города — 27-69070[1]
- GNIS-идентификатор — 0653899[2]